# Vicente Ehate Tomi
Vicente Ehate Tomi (Malabo, 1968) é um político guinéu-equatoriano.
Em maio de 2012, ele foi nomeado primeiro-ministro pelo presidente Teodoro Obiang. Exerceu o cargo até junho de 2016.